# Бријен
Бријен (фр. Brienne) насеље је и општина у источном делу централне Француске у региону Бургоња, у департману Саона и Лоара која припада префектури Луан.
По подацима из 2011. године у општини је живело 460 становника, а густина насељености је износила 81,42 становника/km². Општина се простире на површини од 5,65 km². Налази се на средњој надморској висини од 187 метара (максималној 199 m, а минималној 172 m).

## Демографија
| 1962. | 1968. | 1975. | 1982. | 1990. | 1999. | 2011. |
| ----- | ----- | ----- | ----- | ----- | ----- | ----- |
| 278   | 268   | 286   | 275   | 314   | 311   | 460   |

График промене броја становника у току последњих година